# Hwang In-ho
Dans ce nom coréen, le nom de famille, Hwang, précède le nom personnel.
Hwang In-ho (hangeul : 황인호 ; RR : Hwang In-ho ; MR : Hwang In-ho) est un réalisateur et scénariste sud-coréen, né en 1972.

## Filmographie

### Réalisateur
- 2011 : Spellbound (오싹한 연애)
- 2014 : Monster (몬스터)
- 2022 : Decibel (데시벨)

### Scénariste
- 2004 : Sisily 2km (시실리2km) de Shin Jung-won
- 2006 : Love Phobia (도마뱀) de Kang Ji-eun
- 2007 : Two Faces of My Girlfriend (두 얼굴의 여친) de Lee Seok-hoon
- 2011 : Spellbound (오싹한 연애) de lui-même
- 2014 : Monster (몬스터) de lui-même
- 2022 : Decibel (데시벨) de lui-même